# Danylo Sabolotnyj

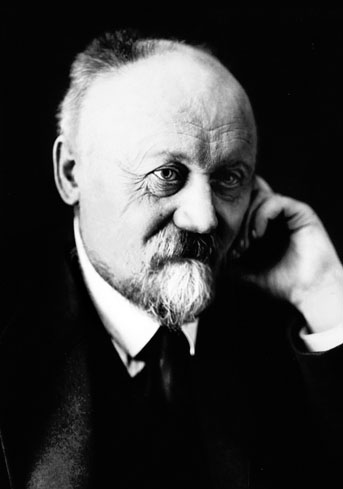
Danylo Sabolotnyj

Danylo Kyrylowytsch Sabolotnyj (ukrainisch Данило Кирилович Заболотний; * 16. Oktoberjul. / 28. Oktober 1866greg. in Chobotarka, Gouvernement Podolien, Russisches Kaiserreich; † 15. Dezember 1929 in Chobotarka, Ukrainische SSR) war ein ukrainischer Epidemiologe und Mikrobiologe. Er war zwischen 1928 und 1929 Präsident der Akademie der Wissenschaften der USSR.

## Leben
Danylo Sabolotnyj wurde in Chobotarka, dem heutigen Sabolotne im Rajon Kryschopil der ukrainischen Oblast Winnyzja in eine ukrainische Bauernfamilie geboren. Er verlor früh seinen Vater und seine Mutter war aufgrund einer Tuberkuloseerkrankung viele Jahre lang bettlägerig. Ein Onkel von ihm nahm ihn daher mit zu sich in die Stadt Rostow am Don, wo er im benachbarten Nachitschewan am Don zur Schule ging. 1880 zog er nach Odessa und beendete dort 1885 die Schule. Nach dem Abitur studierte er am naturwissenschaftlichen Institut der Fakultät für Physik und Mathematik der Neurussischen Universität, wurde jedoch 1889 wegen seiner Teilnahme an Studentenunruhen verhaftet und der Universität verwiesen. Im Gefängnis bekam er Herzrhythmusstörungen und entwickelte eine rheumatoide Arthritis, so dass er wegen Krankheit einer schwereren Bestrafung für revolutionäre Aktivitäten entging.
1891 erhielt Sabolotnyj ein Diplom ersten Grades von der Neurussischen Universität und trat sofort in das dritte Studienjahr an der medizinischen Fakultät der Wladimir-Universität in Kiew ein. Dort studierte er zwischen 1891 und 1894 am Labor von Professor Wolodymyr Pidwyssozkyj, wo er 1893 zu mehreren Studien unter anderem zur Cholera beitrug. Am 5. November 1894 bekam er durch die Medizinische Prüfungskommission der Wladimir-Universität den Doktortitel verliehen.
Danylo Sabolotnyj reiste in der Folgezeit zur Forschung oft an Orte, an denen Infektionskrankheiten ausgebrochen waren, so nach Odessa, in die Provinz Astrachan, nach Indien, die Mongolei, China, Persien, Schottland und Marokko.
Er galt als einer der weltweit führenden Experten in der Epidemiologie von Seuchen und trug wesentlich zur endgültigen Beseitigung von Seuchen in Russland bei. Sabolotnyj war Organisator und ab 1928 erster Direktor des heute nach ihm benannten Instituts für Mikrobiologie und Virologie der UdSSR.
1927 veröffentlichte er als einer der ersten Wissenschaftler seines Fachgebietes seine Forschungen, die Grundlagen der Epidemiologie. Insgesamt veröffentlichte er mehr als 150 wissenschaftliche Arbeiten.
Sabolotnyjs Forschungen zu einer Vielzahl von Infektionskrankheiten wie Cholera, Diphtherie, Dysenterie, Pest, Syphilis und Typhus sowie zu Gangrän waren wegweisend.
Er starb am 15. Dezember 1929 in seinem Geburtsort an einem Lungenödem und wurde dort beerdigt. In seinem Geburts- und Sterbeort, der 1929 nach ihm benannt wurde, befindet sich heute ihm zum Gedenken ein Museum, das seinen Namen trägt.